# Aenictus dlusskyi
Aenictus dlusskyi är en myrart som beskrevs av Arnol'di 1968. Aenictus dlusskyi ingår i släktet Aenictus och familjen myror. Inga underarter finns listade i Catalogue of Life.